# 2022年オーストラリア総選挙
2022年オーストラリア総選挙（英語: 2022 Australian federal election）は、2022年5月21日にオーストラリアで行われた連邦議会（上院・下院）議員（第47期）の総選挙である。

## 概要
上院（元老院）と下院（代議院）の両院で実施された。上院76議席のうち40議席と、下院151議席全てが選挙にかけられた。
5月21日午前8時から午後6時まで投票が行われたのち、午後10時には労働党勝利および9年ぶりの政権交代の見通しがABCニュースに報じられた。自由党はジョシュ・フライデンバーグ副党首が落選したように議席の3分の1を失う敗北を喫し、労働党も勝利こそしたが得票率32%で過半数には届かなかった。一方、下院では無所属の増加が目立った。緑の党も上下院ともに伸ばした。スコット・モリソン首相は敗北宣言とともに党首辞任を発表し、5月23日にアンソニー・アルバニージーが首相に就任した。
労働党の勝利祝賀会において、アルバニージーはまずアボリジニやトレス海峡諸島民がオーストラリアの先住民であると認め、先住民の諮問機関「議会への声」を設置することを憲法に盛り込むことの是非を問う国民投票を3年の任期中に実施すると改めて述べた。また、演説後の取材では、米英との安全保障の枠組み・AUKUSを強く支持していると語った。さらに、気候変動対策で世界のリーダーとなることを望んでいるとした。
現職・スコット・モリソン率いる自由党に、野党だった労働党が勝利し、9年ぶりの政権交代が実現した。労働党党首のアンソニー・アルバニージーが新首相に就任した。
アルバニージーは首相として就任後翌日の5月24日に日本の東京都で行われた日米豪印戦略対話 (Quad) に出席した。

## 選挙データ

### 内閣
- 選挙時：第2次モリソン内閣（第30代）
  - 首相：スコット・モリソン（オーストラリア自由党党首）
  - 与党：保守連合（オーストラリア自由党、オーストラリア国民党）
- 選挙後：アルバニージー内閣（第31代）
  - 首相：アンソニー・アルバニージー（オーストラリア労働党党首）
  - 与党：オーストラリア労働党

### 解散日
- 2022年4月11日

### 投票日
- 2022年5月21日

### 改選数
- 上院：040
- 下院：151

### 選挙制度
- 上院：比例代表制
  - 州選挙区（6人区）　　　：6
  - 準州・特別地域（2人区）：2
- 下院：小選挙区制

投票方法
- 上院：秘密投票、単記移譲式投票、記号式、1票制
- 下院：秘密投票、優先順位付投票制、記号式、1票制

義務投票制が採用されている。
選挙権
次のいずれかに該当する者
1. 満18歳以上のオーストラリア国民
2. 1984年1月26日までに選挙人登録したイギリス国民

被選挙権
満18歳以上のオーストラリア国民
有権者数
17,228,900 ( 4.90%)

## 選挙活動

### 背景
スコット・モリソン首相が率いる与党・保守連合の続投となるのか、最大野党・労働党が約9年ぶりに政権を奪取するのか注目が集まっていた。第2次モリソン政権下での主な出来事として、以下のものがある。
- COVID-19パンデミック  - COVID-19流行当初は対策に成功したが、変異株流入で感染が再び拡大し、国民の不満が広がった[7]。特に2021年以降は感染数が急増して政策が破綻し、政党支持率も逆転した。
- 議会内の性的違法行為（英語版）スキャンダル - 政府職員によるレイプや議会での自慰行為の告発、司法長官によるレイプ疑惑などが相次いだ[8]。調査では、議事堂で働く人の3人に1人がセクハラを経験していたことが示された[9]。
- AUKUS発足 - 米英豪安全保障協力であるこのパートナーシップは一定の議論があるものの、労働党も賛成しているように、超党派の支持を得ている。しかし、潜水艦共同開発計画を反故にされたフランスや抑止相手に置かれた中国からは大きな反発を受けるようになった[10]。

2019年12月には、国内が長期的な森林火災に見舞われている中、ハワイで前倒しのクリスマス休暇を過ごしていたことが、大きな批判を浴びた。これに関連して、気候変動への無関心も非難された。また、21年9月にはロックダウン下にプライベートジェット移動により制限を免除されて家族に会いに行ったことが批判された。

### 主張
モリソン首相は、COVID-19感染拡大を抑制し、経済回復を主導したことを強調している。2022/23年度予算案では、燃料税率の半減や低・中所得者の個人所得税控除などの家計支援策のほか、各州のインフラ整備や水素などの低排出技術への投資に追加拠出する方針を打ち出している。
労働党は、モリソンの山火事対応やCOVID-19対応などの失敗を強く批判。医療システムの強化、雇用創出や労働条件の改善、子育て支援、国内製造業の強化などを公約に掲げている。また、気候変動対策への取り組みが与党との大きな違いの一つで、2005年に対する2030年の温室効果ガス排出削減率を43%としている（与党は28%）。このため、電気自動車 (EV) への支援を強化し、2030年までに全電源に占める再生可能エネルギーの割合を最低80％とする一方、国の産業である炭鉱の新規開発や拡大は認める方針。

## 選挙結果
野党・労働党が75議席を獲得して勝利し、2013年以来9年ぶりとなる政権交代が実現した。与党・自由党は改選前3分の1となる18議席を失い、敗北した。しかし、労働党の得票率が大きく伸びたわけではなく、保守連合の失った議席の5分の2を無所属の候補が奪った点が特徴である。
モリソン首相は中国への強硬姿勢や安全保障面での実績を強調したが、アルバニージー労働党党首は外交・安保で保守連合と政策に違いがないとして争点にせず、経済や社会保障をアピールポイントにした。国民もまた直面するインフレに関心を高め、世論調査では選挙戦の争点に「生活費」を挙げた国民は半数を超えた。実際、オーストラリアでは22年1月から3月までの物価上昇率が5.1%と過去20年で最高水準に達した。

### 政党別獲得議席

#### 上院
|                                 |                                    |                       |                    |                    |            |        |        |        |        |
| 党派                            | 党派                               | 党派                  | 獲得 議席          | 増減               | 得票数     | 得票率 | 改選前 | 非改選 | 議席計 |
| 保守連合                        | 保守連合                           | 保守連合              | 15                 | 03                 | 5,148,028  | 34.24% | 18     | 17     | 32     |
|                                 |                                    | 自由党/国民党（合同） | 5                  | 増減なし           | 2,997,004  | 19.93% | 5      | 6      | 11     |
|                                 | クイーンズランド自由国民党         | 2                     | 01                 | 1,061,638          | 7.06%      | 3      | 3      | 5      |        |
|                                 | オーストラリア自由党               | 7                     | 02                 | 1,052,571          | 7.00%      | 9      | 8      | 15     |        |
|                                 | 地方自由党                         | 1                     | 増減なし           | 32,846             | 0.22%      | 1      | 0      | 1      |        |
|                                 | オーストラリア国民党               | 0                     | 増減なし           | 3,969              | 0.03%      | 0      | 0      | 0      |        |
| 野党                            | 野党                               | 野党                  | 25                 | 05                 | 9,892,630  | 65.76% | 20     | 19     | 44     |
|                                 |                                    | オーストラリア労働党  | 15                 | 増減なし           | 4,525,598  | 30.09% | 15     | 11     | 26     |
|                                 | オーストラリア緑の党               | 6                     | 03                 | 1,903,403          | 12.66%     | 3      | 6      | 12     |        |
|                                 | ワン・ネイション                   | 1                     | 増減なし           | 644,744            | 4.29%      | 1      | 1      | 2      |        |
|                                 | 統一オーストラリア党               | 1                     | 01                 | 520,520            | 3.46%      | 0      | 0      | 1      |        |
|                                 | デビッド・ポーコック               | 1                     | 01                 | 60,406             | 0.40%      | 0      | 0      | 1      |        |
|                                 | ジャッキー・ランビー・ネットワーク | 1                     | 01                 | 31,203             | 0.21%      | 0      | 1      | 2      |        |
|                                 | 大麻合法化党                       | 0                     | 増減なし           | 501,421            | 3.33%      | 0      | 0      | 0      |        |
|                                 | 自由民主党                         | 0                     | 増減なし           | 340,132            | 2.26%      | 0      | 0      | 0      |        |
|                                 | 動物の正義党                       | 0                     | 増減なし           | 240,696            | 1.60%      | 0      | 0      | 0      |        |
|                                 | レックス・パトリック・チーム       | 0                     | 01                 | 23,425             | 0.16%      | 1      | 0      | 0      |        |
|                                 | 諸派                               | 0                     | 増減なし           | 1,101,082          | 7.32%      | 0      | 0      | 0      |        |
|                                 | 欠員                               | 欠員                  | 0                  | 02                 | －         | －     | 2      | 4      | 4      |
| 総計                            | 総計                               | 総計                  | 40                 | 増減なし           | 15,040,658 | 100.0% | 40     | 40     | 80     |
| 有効票数（有効率）              | 有効票数（有効率）                 | 有効票数（有効率）    | 有効票数（有効率） | 有効票数（有効率） | 15,040,658 | 96.58% | －     | －     | －     |
| 無効票数（無効率）              | 無効票数（無効率）                 | 無効票数（無効率）    | 無効票数（無効率） | 無効票数（無効率） | 532,003    | 3.42%  | －     | －     | －     |
| 投票総数（投票率）              | 投票総数（投票率）                 | 投票総数（投票率）    | 投票総数（投票率） | 投票総数（投票率） | 15,572,661 | 90.47% | －     | －     | －     |
| 棄権者数（棄権率）              | 棄権者数（棄権率）                 | 棄権者数（棄権率）    | 棄権者数（棄権率） | 棄権者数（棄権率） | 1,640,772  | 9.53%  | －     | －     | －     |
| 有権者数                        | 有権者数                           | 有権者数              | 有権者数           | 有権者数           | 17,213,433 | 100.0% | －     | －     | －     |
| 出典：投開票（AEC）/議席（ABC） |                                    |                       |                    |                    |            |        |        |        |        |

#### 下院
|                          |                            |                      |                      |                      |            |        |        |
| 党派                     | 党派                       | 党派                 | 獲得 議席            | 増減                 | 得票数     | 得票率 | 改選前 |
| 保守連合                 | 保守連合                   | 保守連合             | 58                   | 019                  | 5,233,334  | 35.70% | 77     |
|                          |                            | オーストラリア自由党 | 27                   | 017                  | 3,502,713  | 23.89% | 44     |
|                          | クイーンズランド自由国民党 | 21                   | 002                  | 1,172,515            | 8.00%      | 23     |        |
|                          | オーストラリア国民党       | 10                   | 増減なし             | 528,442              | 3.60%      | 10     |        |
|                          | 地方自由党                 | 0                    | 増減なし             | 29,664               | 0.20%      | 0      |        |
| 野党・無所属             | 野党・無所属               | 野党・無所属         | 93                   | 019                  | 9,425,708  | 64.30% | 74     |
|                          |                            | オーストラリア労働党 | 77                   | 009                  | 4,776,030  | 32.58% | 68     |
|                          | オーストラリア緑の党       | 4                    | 003                  | 1,795,985            | 12.25%     | 1      |        |
|                          | カッターのオーストラリア党 | 1                    | 増減なし             | 55,863               | 0.38%      | 1      |        |
|                          | 中道連合                   | 1                    | 増減なし             | 36,500               | 0.25%      | 1      |        |
|                          | ワン・ネイション           | 0                    | 増減なし             | 727,464              | 4.96%      | 0      |        |
|                          | 統一オーストラリア党       | 0                    | 増減なし             | 604,536              | 4.12%      | 0      |        |
|                          | 諸派                       | 0                    | 増減なし             | 653,161              | 4.46%      | 0      |        |
|                          | 無所属                     | 10                   | 07                   | 776,169              | 5.29%      | 3      |        |
| 二党間選好得票           |                            |                      |                      |                      |            |        |        |
| オーストラリア労働党     | オーストラリア労働党       | オーストラリア労働党 | オーストラリア労働党 | オーストラリア労働党 | 7,642,161  | 52.13% | －     |
| 保守連合                 | 保守連合                   | 保守連合             | 保守連合             | 保守連合             | 7,016,881  | 47.87% | －     |
| 総計                     | 総計                       | 総計                 | 151                  | 増減なし             | 14,659,042 | 100.0% | 151    |
| 有効票数（有効率）       | 有効票数（有効率）         | 有効票数（有効率）   | 有効票数（有効率）   | 有効票数（有効率）   | 14,659,042 | 94.81% | －     |
| 無効票数（無効率）       | 無効票数（無効率）         | 無効票数（無効率）   | 無効票数（無効率）   | 無効票数（無効率）   | 802,337    | 5.19%  | －     |
| 投票総数（投票率）       | 投票総数（投票率）         | 投票総数（投票率）   | 投票総数（投票率）   | 投票総数（投票率）   | 15,461,379 | 89.82% | －     |
| 棄権者数（棄権率）       | 棄権者数（棄権率）         | 棄権者数（棄権率）   | 棄権者数（棄権率）   | 棄権者数（棄権率）   | 1,752,054  | 10.18% | －     |
| 有権者数                 | 有権者数                   | 有権者数             | 有権者数             | 有権者数             | 17,213,433 | 100.0% | －     |
| 出典：投開票/議席（AEC） |                            |                      |                      |                      |            |        |        |